# Felismina Cavela
Felismina Cavela (Kassongue, 24 agosto 1992) è una mezzofondista angolana con cittadinanza brasiliana.

## Palmarès
| Anno | Manifestazione         | Sede           | Evento       | Risultato | Prestazione | Note |
| ---- | ---------------------- | -------------- | ------------ | --------- | ----------- | ---- |
| 2011 | Africani juniores      | Gaborone       | 800 m piani  | Batteria  | 2'18"97     |      |
| 2011 | Africani juniores      | Gaborone       | 1500 m piani | Batteria  | 4'58"45     |      |
| 2012 | Giochi olimpici        | Londra         | 800 m piani  | Batteria  | 2'10"95     |      |
| 2012 | Ibero-americani        | Barquisimeto   | 800 m piani  | Batteria  | 2'15"13     |      |
| 2012 | Ibero-americani        | Barquisimeto   | 1500 m piani | 14ª       | 4'39"88     |      |
| 2014 | Giochi della Lusofonia | Goa            | 1500 m piani | Argento   | 4'41"15     |      |
| 2014 | Ibero-americani        | San Paolo      | 800 m piani  | 7ª        | 2'12"34     |      |
| 2014 | Ibero-americani        | San Paolo      | 1500 m piani | 12ª       | 4'41"29     |      |
| 2014 | Africani               | Marrakech      | 1500 m piani | 11ª       | 4'41"10     |      |
| 2016 | Ibero-americani        | Rio de Janeiro | 800 m piani  | 6ª        | 2'10"63     |      |
| 2016 | Ibero-americani        | Rio de Janeiro | 1500 m piani | 11ª       | 4'39"88     |      |